# Серебристая саламандра
Серебристая саламандра (лат. Plethodon glutinosus) — вид хвостатых земноводных из семейства безлёгочных саламандр.

## Распространение
Эндемик США, ареал охватывает восточную часть США: от Коннектикута до Флориды на юге, и на запад до Оклахомы и Миссури. Есть изолированная популяция на юге Нью-Гемпшира.

## Описание
Общая длина колеблется от 12 до 20 см. Конечности хорошо развиты, без перепонок между пальцами. Окрас чёрный или тёмно-серый с большим количеством мелких белых пятнышек по всему телу. Характерной особенностью является обильное выделение кожными железами густой клейкой слизи, которая с трудом отмывается с рук.

## Образ жизни

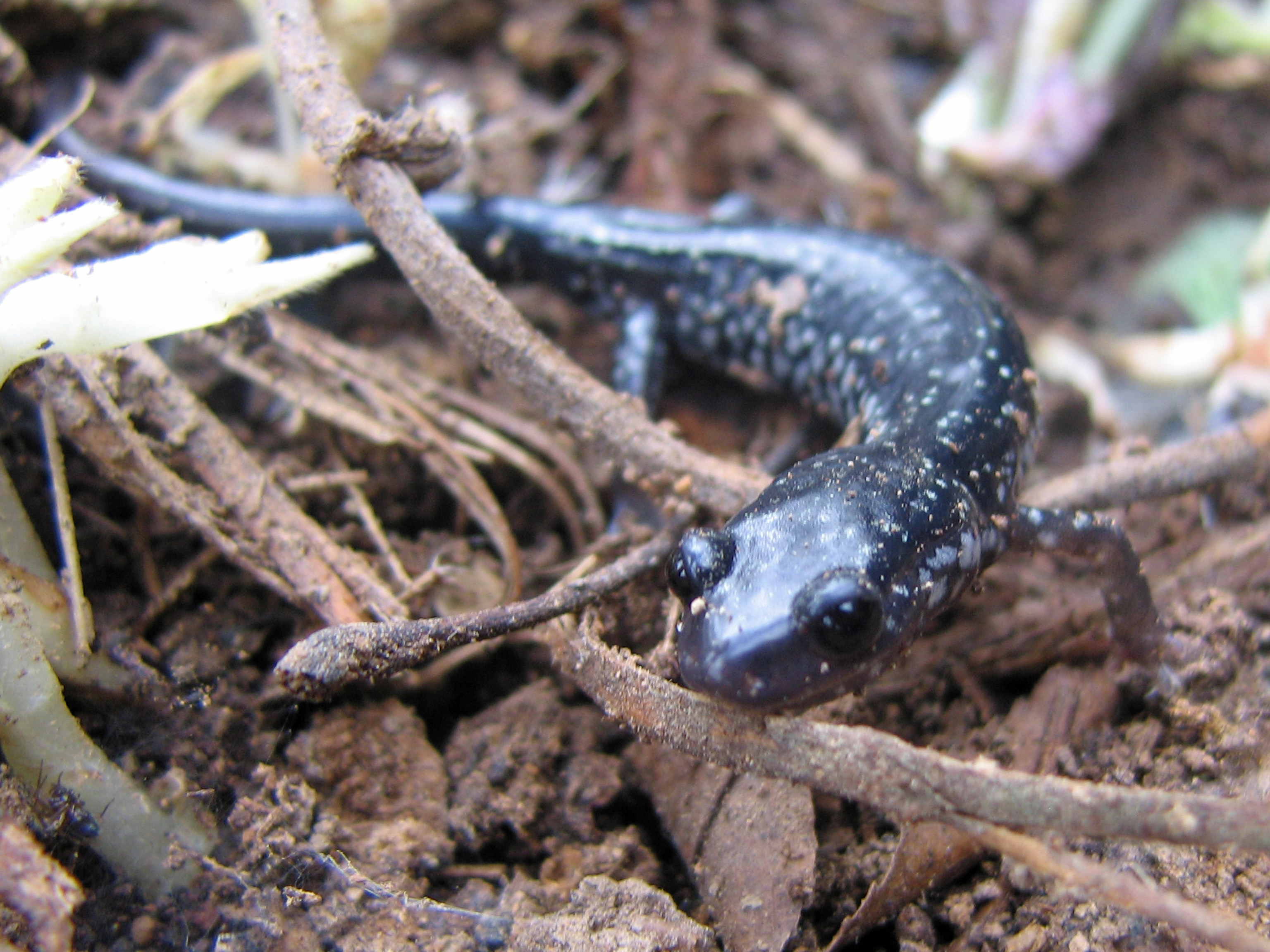

Обитает в массивах зрелых лесов, заросших влажных участках по склонам холмов и оврагов. Ведёт наземный образ жизни, с водой связана только в сезон спаривания. Во время жаркой и сухой погоды прячется в норах, под лежащими полусгнившими стволами деревьев или внутри них, в расщелинах, среди камней. На поверхность выходит ночью, а днём — только в дождливую или пасмурную погоду. Питается небольшими сверчками, личинками насекомых, червями.

## Размножение
Половая зрелость наступает в 2-3 года. Спаривание происходит весной. Самка откладывает 4-12 яиц во влажную почву. Инкубационный период длится 3 месяца.

## Фото

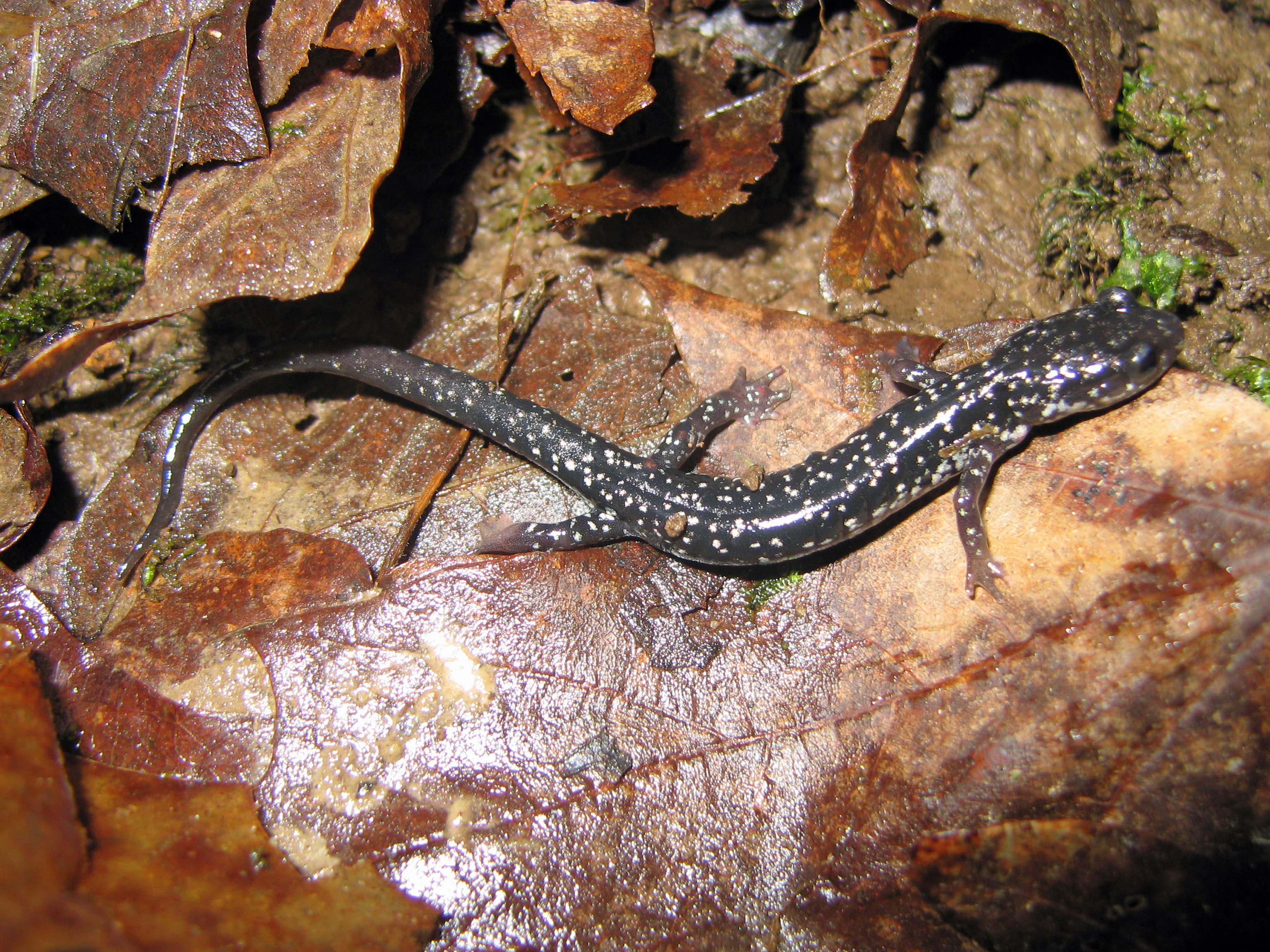
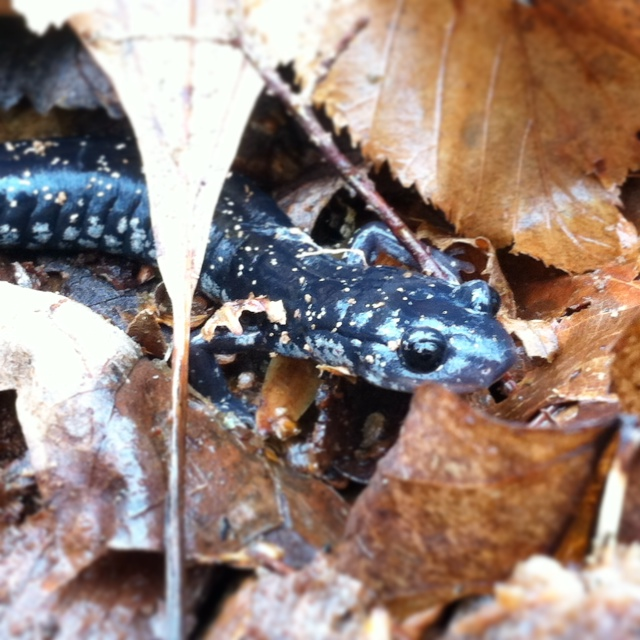
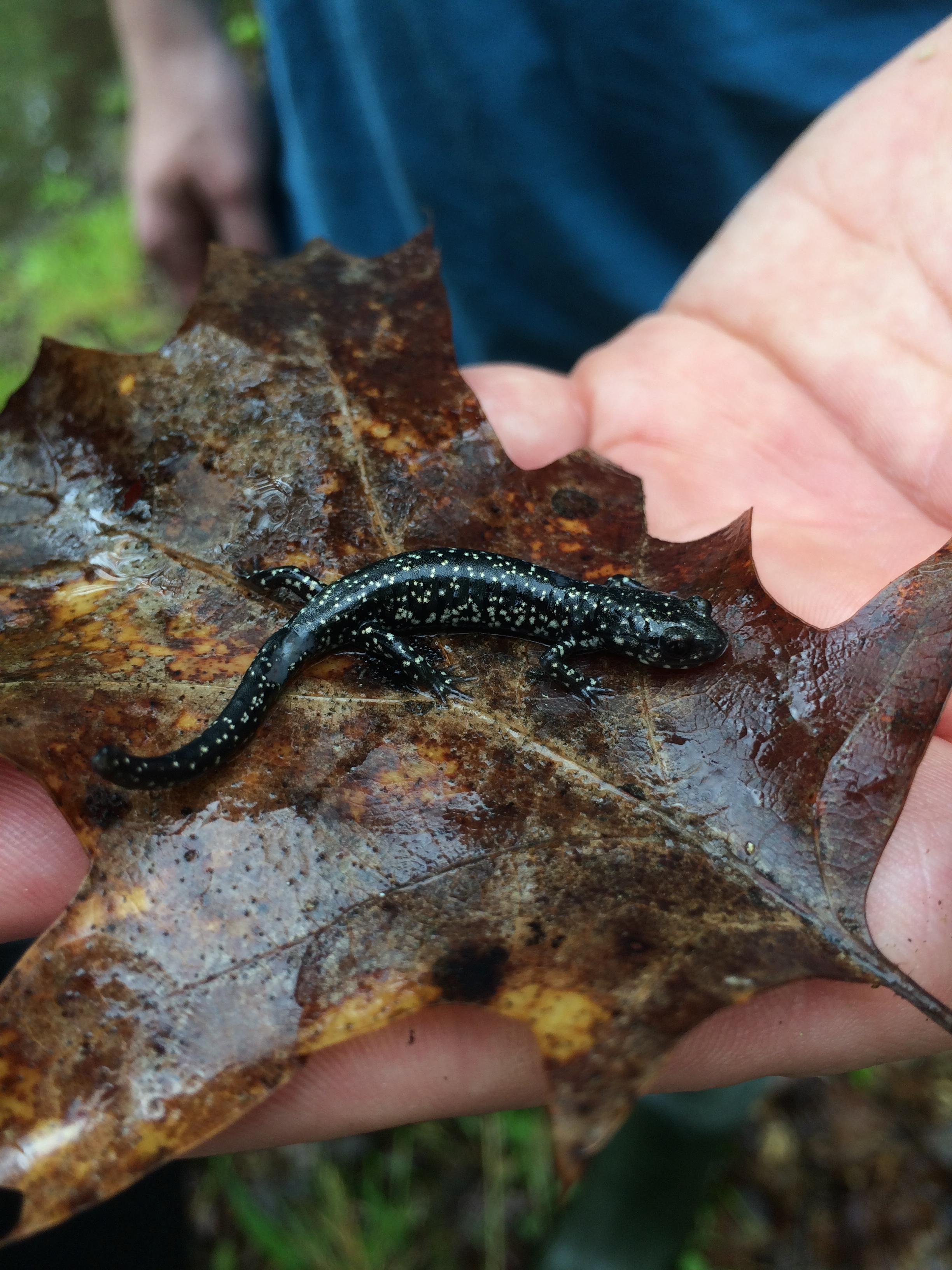
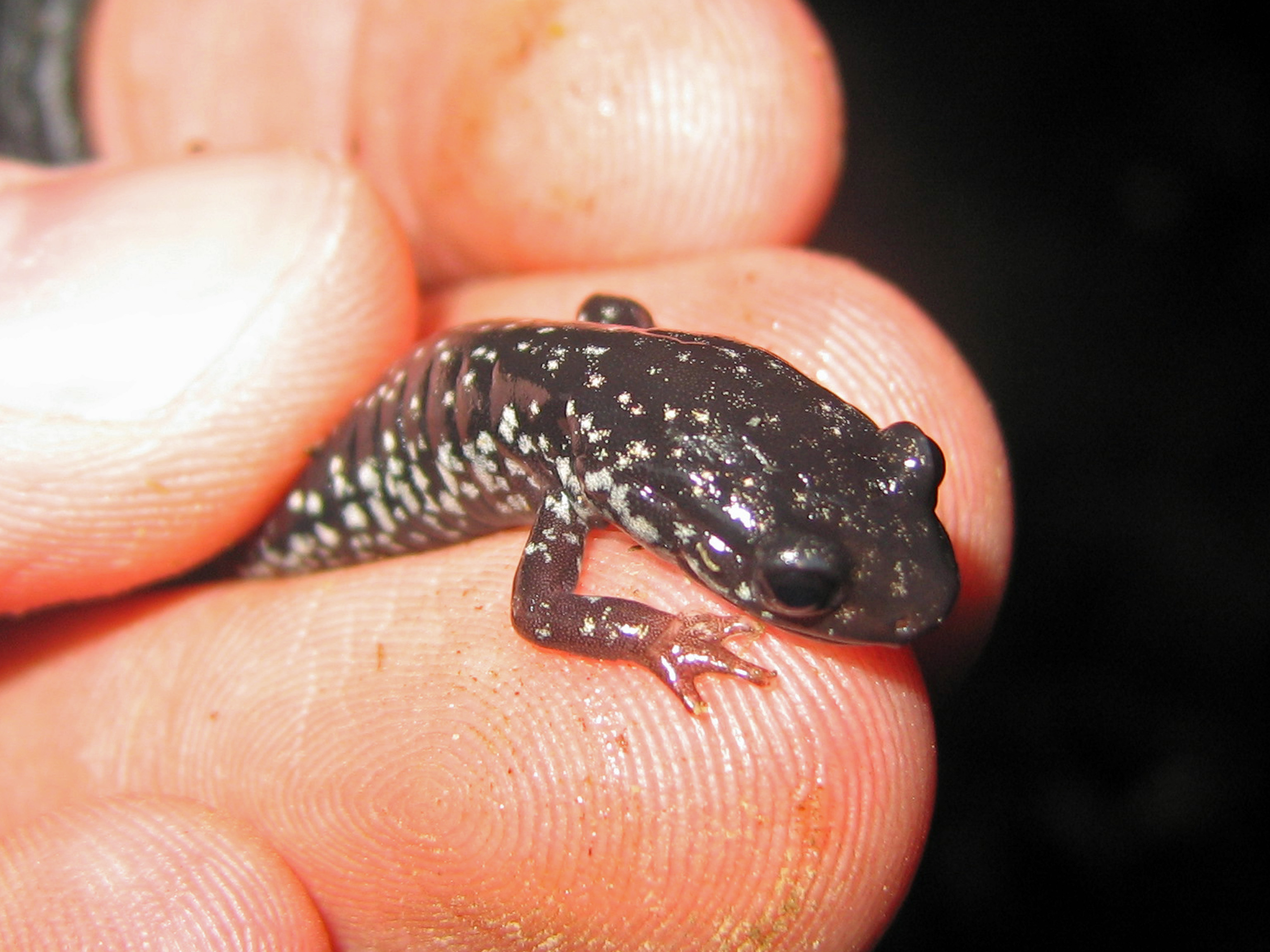